# Synagoga w Ziemięcinie
Synagoga w Ziemięcinie – synagoga zbudowana w 1863 roku. Murowana z cegły, zbudowana na planie prostokąta. W narożnikach znajdowały się wieżyczki.  
Bezpośrednio po powstaniu styczniowym wieś Ziemięcin, uprzednio należąca do rodziny Chrząszczewskiech z Wierzbinka, została zakupiona przez nieznanego z imienia Żyda. Nowy właściciel wybudował synagogę w 1863 roku. Po II wojnie światowej budynek został nabyty przez osoby prywatne i przeznaczony na mieszkania. Jednocześnie wiele źródeł twierdzi, że zmiana funkcji budynku na mieszkalną nastąpiła już przed II wojną światową. Obiekt do 1988 roku służył celom mieszkalnym, po czym został opuszczony. 12 kwietnia 1989 roku budynek wpisano do rejestru zabytków pod numerem A-415/157. Gmina Wierzbinek zakupiła znajdujący się w złym stanie technicznym obiekt w 2011 roku celem przeznaczenia go na izbę pamięci. W 2014 roku zakończyła się rewitalizacja synagogi realizowana w ramach projektu ,,Zagospodarowanie centrum miejscowości Ziemięcin”.